# Lespedeza elegans
Lespedeza elegans är en ärtväxtart som beskrevs av Jacques Cambessèdes. Lespedeza elegans ingår i släktet Lespedeza och familjen ärtväxter. Inga underarter finns listade i Catalogue of Life.